# Верховная рада Украины I созыва
Верховный Совет УССР XII созыва был избран на парламентских выборах 30 марта 1990 года. Срок полномочий — 5 лет (распущен досрочно).
Начало работы: 15 мая 1990 года — первое заседание 11 мая 1990 — принятие присяги депутатами ВС УССР XII созыва.
Конец работы: 22 апреля 1994 года.
11 мая 1994 года — принятие присяги депутатами Верховной рады Украины II созыва.

## Председатели Рады
- Владимир Ивашко (1990, ушёл в отставку в связи с избранием в Политбюро ЦК КПСС).
- Леонид Кравчук (1990—1991, покинул пост в связи с избранием президентом Украины).
- Иван Плющ (1991—1994).

## Депутатские блоки
- Группа 239 — «За суверенную советскую Украину», 239 народных депутатов, председатель — Александр Мороз
- Народна Рада (образована в мае 1990 г.), 125 народных депутатов, председатель — Игорь Юхновский
- Демократическая платформа КПУ (образована 13 июня 1990 года), 41 народный депутат, председатель — Филенко Владимир

Парламентская группа «Народная Рада» образована в мае 1990 года на первой сессии Верховного Совета Украины нового созыва. Группа состояла из представителей нескольких депутатских объединений (в частности, народных депутатов из групп Демократическая партия Украины, Партия демократического возрождения Украины, Партия зелёных Украины, Народный Рух Украины, Украинская крестьянско-демократическая партия и др.), и по состоянию на октябрь 1990 года насчитывала 125 народных депутатов. Председатель группы — председатель Львовской региональной организации Народного Руха Украины Игорь Юхновский. Заместитель председателя группы — Левко Лукьяненко. Контролировала 6 комиссий Верховной Рады из 23-х: по иностранным делам, по законодательству, по новых формам хозяйствования, по культуре, по Чернобылю, по правам человека.
Ушла в официальную парламентскую оппозицию в июне 1990 года после того, как председатель Верховного Совета Владимир Ивашко отклонил кандидатуру председателя НР Игоря Юхновского на пост заместителя председателя Верховной Рады. Оказывала серьёзное влияние на работу Верховной Рады, однако сил на продвижения своих кандидатов в Правительство Украины группе явно недоставало.

## Депутатские группы и фракции
Представлена общая информация о фракциях и депутатских группах Верховного Совета Украины за 1990—1994 года (источники: Украина: политическая оппозиция. — М.: издательство Панорама. — 1991; Распределение влияния между фракциями и группа в Верховной Раде Украины (1990—2012). — М.: Высшая школа экономики. — 2012).
- Демократическая партия Украины, 19 народных депутатов
- Украинская республиканская партия, 12 народных депутатов
- Партия демократического возрождения Украины, от 22 до 41 народных депутатов, 7 сопредседаталей
- Народный Рух Украины, от 49 до 62 народных депутатов, председатель — Иван Драч
- Украинская крестьянско-демократическая партия, 75 народных депутатов, председатель — Игорь Юхновский
- Группа «За социальную справедливость», 40 народных депутатов
- Конгресс национально-демократических сил, 39 народных депутатов
- Новая Украина (образована в феврале 1992 г., распущена в 1993 г.), 78 народных депутатов
- Земля и воля, 34 народных депутата
- Рада, 31 народных депутат
- Демократическая партия Украины, от 19 до 25 народных депутатов, председатель — Дмитрий Павлыченко
- Независимость — 24 народных депутата, председатель — Левко Лукьяненко
- Согласие-Центр, 24 народных депутата
- Группа беспартийных депутатов, 24 народных депутата
- Группа работников промышленности, 22 народных депутата
- Возрождение, ? народных депутата
- Свободные демократы, ? народных депутата
- За права человека, ? народных депутата
- Партия Зелёных Украины, 10 народных депутатов, председатель — Юрий Щербак

## Деятельность
24 августа 1991 Верховная рада (Верховный Совет УССР) провозгласила независимость Украины, подтверждённую всенародным референдумом 1 декабря 1991. Первым президентом независимой Украины становится представитель коммунистической и советской номенклатуры Леонид Кравчук. Однако непоследовательные реформы приводят к глубокому экономическому кризису, который осложняет политическую ситуацию. Донецкие и луганские шахтёры проводят массовые акции протеста. Идя навстречу политическим требованиям шахтёров, Верховная рада в 1993 году принимает решение о проведении всенародного референдума о доверии президенту и парламенту. Леонид Кравчук пытается отменить это решение и даже вынашивает планы досрочного роспуска Верховной рады — но, по словам самого Кравчука, ему приходится отказаться от этой мысли, поскольку его не поддержал министр внутренних дел Андрей Василишин. Тогда принимается решение о досрочных выборах Рады, которая на тот момент проработала уже четыре года, и досрочных выборах президента, избранного в 1991 году на пять лет.